# David Murdoch
David Murdoch, född den 17 april 1978 i Dumfries, Storbritannien, är en brittisk curlingspelare.
Han tog OS-silver i herrarnas curlingturnering i samband med de olympiska curlingtävlingarna 2014 i Sotji.